# Teorema di Pitot

Il teorema di Pitot in geometria afferma che in un quadrilatero circoscrivibile o convesso, le due coppie di lati opposti hanno la stessa lunghezza totale. Prende il nome dall'ingegnere francese Henri Pitot, che lo dimostrò nel 1725, mentre il teorema inverso fu dimostrato dal matematico svizzero Jakob Steiner nel 1846.

## Enunciato e teorema inverso
Un quadrilatero circoscrivibile è definito come un quadrilatero convesso in cui è possibile inscrivere una circonferenza e quindi per esso tutti e quattro i lati sono tangenti alla stessa circonferenza inscritta. Il teorema di Pitot afferma che, per questi quadrilateri, le due somme delle lunghezze dei lati opposti sono uguali. In formule:
{\displaystyle {\overline {AB}}+{\overline {CD}}={\overline {BC}}+{\overline {DA}}.}
Entrambe le somme delle lunghezze sono uguali al semiperimetro del quadrilatero.
È vera anche l'implicazione inversa: ogni volta che un quadrilatero convesso ha coppie di lati opposti con le stesse somme di lunghezze, ammette una circonferenza inscritta. Si tratta quindi di una caratterizzazione esatta: i quadrilateri circoscrivibili sono esattamente i quadrilateri con somme uguali di lunghezze di lati opposti.

## Idea della dimostrazione
Un modo per dimostrare il teorema di Pitot è quello di dividere i lati di un dato quadrilatero circoscrivibile nei punti in cui la circonferenza inscritta tocca ciascun lato. In questo modo si dividono i quattro lati in otto segmenti, compresi tra un vertice del quadrilatero e un punto di tangenza con la circonferenza. Due di questi segmenti che si incontrano nello stesso vertice hanno la stessa lunghezza, formando una coppia di segmenti di uguale lunghezza. I due lati opposti hanno un segmento di ciascuna di queste coppie. Pertanto, i quattro segmenti di due lati opposti hanno la stessa lunghezza e la stessa somma di lunghezze dei quattro segmenti degli altri due lati opposti.

## Dimostrazione del teorema di Pitot
Siano {\displaystyle P}, {\displaystyle Q}, {\displaystyle R}, {\displaystyle S} i punti di tangenza alla circonferenza di {\displaystyle AB}, {\displaystyle BC}, {\displaystyle CD}, {\displaystyle DA} rispettivamente.
Poiché tali segmenti giacciono su rette tangenti alla stessa circonferenza, si sa che:
{\displaystyle {\overline {AP}}={\overline {AS}}=a;}
{\displaystyle {\overline {BP}}={\overline {BQ}}=b;}
{\displaystyle {\overline {CQ}}={\overline {CR}}=c;}
{\displaystyle {\overline {DR}}={\overline {DS}}=d.}
Quindi:
{\displaystyle {\overline {AB}}=a+b;}
{\displaystyle {\overline {BC}}=b+c;}
{\displaystyle {\overline {CD}}=c+d;}
{\displaystyle {\overline {DA}}=d+a.}
Allora
{\displaystyle {\overline {AB}}+{\overline {CD}}=a+b+c+d={\overline {BC}}+{\overline {DA}}.}

## Generalizzazione
Il teorema di Pitot si generalizza ai poligoni circoscrivibili di {\displaystyle 2n} lati, nel qual caso le due somme dei lati "alterni" sono uguali. Si applica la stessa idea di dimostrazione.